# Жиль де Ре
Жиль де Ре (1405 ?—1440) — французький аристократ, маршал Франції, поплічник Жанни д'Арк.

## Життєпис
Жиль походив з родини Монмарансі-Лаваль, яка мала маєтності в Анжу, Мені, Бретані та Пуату. Його повне ім'я Жиль де Лаваль, барон де Ре. Крім того його родичами були представники заможної та впливової родини Краонів. Сестра Жиля — Жанна де Лаваль була дружиною Луї II Бурбона, графа Вандомського, кузена короля Франції Карла VII.
У 1415 році він втратив батька та виховувався дідом. Жиль де Ре отримав чудову освіту, він володів військовим та бойовим мистецтвом, знав стародавні мови, цікавився літературою та живописом. Жиль де Ре стає пристрасним бібліофілом. На книги, зокрема що стосувалося алхімії, Жиль де Ре витратив величезні кошти.
У 1420 році вирушив на війну з англійцями. Спочатку він служив герцогині Анжуйській, прихильниці дофіна, зрештою самому дофіну, який згодом став королем Франції Карлом VII. Жиль де Ре здобув значні успіхи, воюючи у Бретані. В цей же час Жиль одружується із Катрін де Туар, представницею відомого та знатного роду Пуату. Незабаром у них народжується донька Марі.
З початком діяльності Жанни д'Арк Жиль де Ре приєднується до її війська. Саме Жанна обрала Жиля де Ре своїм охоронцем. Тут він здобув військову славу. Жиль брав участь у поході дофіна на Реймс та коронації Карла VII у 1429 році. Після цього стає маршалом Франції. Після того, як Жанна д'Арк потрапила у полон під Комп'єном, Жиль де Ре неодноразово намагався визволити її. Але всі його спроби були невдалими. Після цього Жиль де Ре повертається у свій замок Тиффож у Бретані. Тут він продовжував витрачати кошти на книги. До того ж за його наказом було поставлено «Орлеанську містерію» на честь Жанни д'Арк. Ця вистава коштувала барону де Ре 80 тисяч золотих екю.
Водночас у нього не склалися відносини із сусідніми сеньйорами та духівництвом. 1440 року скориставшись з конфлікту Жиля де Ре з Жаном, братом казначея герцога Бретані Жофруа Феррона, проти нього виступив герцог Бретані, який захопив замок Тиффож. Знищити барона допоміг єпископ Нанта Малеструа. Було скликано церковний суд, який засудив Жиля де Ре до страти, звинувативши у вбивстві 140 дітей. Наприкінці вересня 1440 року Жиля де Ре повісили, а труп спалили.

## Версії
Перша — барон-чаклун, збоченець.
Церковний суд покарав справжнього вбивцю. Згідно з документами, де Ре з 1432 року почав викрадати дітей, над якими робив досліди, намагаючись досягти безсмертя, а також втілюючи свої сексуальні патології. Дітей він тримав у своїх замках Тиффож, Машкуль та Шантосе. Крім того, у 1438 році у замку Тиффож поселяється італієць Франческо Прелаті, якого вважали чаклуном та алхіміком. Він заявив, що мав зв'язок з демоном Барроном. Прелаті запевнив Жиля де Ре, що Баррон дасть тому багато грошей, якщо барон буде приносити демонові в жертву дітей. Врешті-решт те, що стали пропадати діти помітили, й тільки дії герцога Бретані та єпископа Нанта зупинили маніяка.
Друга — майнова.
Жиль де Ре вів замкнений спосіб життя, довкола нього справді були алхіміки. Але треба пам'ятати, що алхімія у ті часи була тісно пов'язана з науковими дослідженнями. Проте все це створювало загадковий та негативний образ барона. Крім того, витрачаючи кошти на досліди, він заклав значну частину своїх маєтків герцогу Бретані, єпископу Нанта, казначею бретонського герцога. Ця трійця вирішила скористатися з поганої репутації Жиля де Ре, щоб відібрати всі його маєтки. Крім того, Жиль де Ре був родичем короля Франції, якому протистояв герцог Бретані. Він не був зацікавлений в тому, що на його землях живе могутній феодал, із значним військовим досвідом, друг потенційного супротивника — французького короля Карла VII.
Скориставшись із запального характера Жиля де Ре, у якого виник конфлікт (наразі навіть достеменно невідомо чому) з родичем герцогського казначея, володар Бретані захопив де Ре, а єпископ Нанта все юридично оформив. Враховуючи можливості церкви у той час, у Жиля де Ре тортурами вибили зізнання, а всім оголосили про нібито злочини барона. Тут звісно були нерівні сили — з одного боку вага й авторитет церкви, з іншого — сумнівна репутація Жиля де Ре (хоча би згадати суд над Жаною д'Арк).